# Bad Saarow Challenger 1996
Il Bad Saarow Challenger 1996 è stato un torneo di tennis facente parte della categoria ATP Challenger Series nell'ambito dell'ATP Challenger Series 1996. Il torneo si è giocato a Bad Saarow in Germania dal 16 al 22 settembre 1996 su campi in terra rossa.

## Vincitori

### Singolare
Magnus Norman ha battuto in finale  Jens Knippschild con il punteggio di 6–2, 6–2

### Doppio
Jens Knippschild /  Marcos Ondruska hanno battuto in finale  Paul Rosner /  Joost Winnink con il punteggio di 6–3, 6–3